# Hans Verèl
Hans Verèl (Rotterdam, 1953. április 21. – Tilburg, 2019. november 9.) holland labdarúgó hátvéd, edző.

## Pályafutása

### Játékosként
1972 és 1976 között a Sparta Rotterdam, 1976–77-ben a SVV, 1977–78-ban a Den Bosch labdarúgója volt.

### Edzőként
1978 és 1980 között a Den Bosch segédedzője, 1980 és 1984 között a vezetőedzője volt. 1984 és 1987 között az RBC, 1987 és 1990 között a NAC Breda, 1990–91-ben a Dordrecht’90, 1991–92-ben az SVV, 1993-ban az RKC szakmai munkáját irányította. 1995–96-ban az üzbég Pahtakor Taskent csapatánál dolgozott. 1996 és 2001 között a Willem II segédedzője volt. 2000 május-júniusában Co Adriaanse lemondása után átmenetileg a csapat vezetőedzőjeként tevékenykedett. 2001-ben a Fortuna Sittard együttesénél dolgozott.